# شچوتووو (استان ماسوویان)
شچوتووو (به لهستانی:  Szczutowo) یک روستا در لهستان است که در گمینا شچوتووو واقع شده‌است.